# Arroyo Don Carlos
El arroyo Don Carlos es un pequeño curso de agua uruguayo ubicado en el departamento de Rocha.
Nace en la Sierra de la India y desemboca en la Laguna de Castillos tras recorrer alrededor de 32 km; su principal afluente es el Arroyo Cafalote.
- Datos: Q5705645